# Robert Bixby

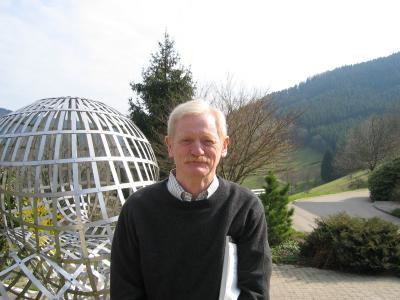
Robert Bixby in Oberwolfach (2004)

Robert Eugene Bixby (* 14. September 1945) ist ein US-amerikanischer Mathematiker, dessen Spezialgebiet die lineare und ganzzahlige Optimierung ist. Er ist vor allem durch seine Arbeiten zum Problem des Handlungsreisenden und als Gründer des Unternehmens CPLEX Optimization (seit 2008 Teil von IBM) bekannt geworden, das Software zur mathematischen Optimierung vertreibt. Mit seiner Arbeit am Problem des Handlungsreisenden hat Bixby bedeutende Beiträge zur Weiterentwicklung von Schnittebenen- und Branch-and-Cut-Verfahren beigetragen, die heute zum Teil auch bei der Lösung anderer ganzzahliger Optimierungsprobleme standardmäßig verwendet werden.

## Ausbildung und Karriere
Bixby bekam 1968 den Bachelor in Industrial Engineering an der University of California. In den Jahren 1971 und 1972 erwarb er den Master bzw. seinen Doktortitel im Fachgebiet Operations Research an der Cornell University. Nach einigen Jahren als wissenschaftlicher Mitarbeiter und Assistenzprofessor an der University of Wisconsin–Madison, der University of Kentucky und der Cornell University bekam er 1977 eine Professur an der Northwestern University. Im Jahre 1983 wechselte er an die Rice University, wo er noch heute arbeitet. Zwischenzeitlich hielt er sich in Bonn, Berlin, Augsburg und an der Northwestern University auf.

## Forschung
Robert Bixby arbeitete zunächst nur an theoretischen Aspekten des Operations Research. Anfang der 1980er Jahre begann er, sich mit der Numerik von Lösungsverfahren für linearer Programme zu beschäftigen und implementierte eine Variante des Simplex-Verfahrens. Im Laufe der Zeit verbesserte er die Implementierung immer weiter und brachte im Jahre 1987 schließlich die kommerzielle erste Version des LP-Lösers CPLEX heraus. Ab 1990 entwickelte Bixby gemeinsam mit David Applegate, Vašek Chvátal und William Cook am Beispiel des Problem des Handlungsreisenden neue Verfahren zur Lösung ganzzahliger linearer Programme (u. a. neue Schnittebenen), die heute zum Standard in diesem Bereich zählen. Mit den neuen Methoden stellten sie mehrere Größenrekorde für dieses Problem auf. Diese Verfahren wurden parallel dazu in CPLEX eingearbeitet, so dass dieses Programm heute zu den besten Lösern für ganzzahlige lineare Programme zählt und sowohl in der Forschung als auch in der Industrie eingesetzt wird. Im Jahr 2008 gründete er gemeinsam mit Zonghao Gu und Edward Rothberg eine eigene Firma, Gurobi.
Bixby war bis 2004 Vize-Vorsitzender der Mathematical Programming Society.

## Preise und Ehrungen
- 2000: Beale-Orchard-Hayes-Preis der Mathematical Programming Society
- 2004: den INFORMS Impact Prize
- 2007: Frederick-W.-Lanchester-Preis[1]